# Lockport, Illinois
Lockport är en stad (city) i Will County, i delstaten Illinois, USA. Enligt United States Census Bureau har staden en folkmängd på 24 987 invånare (2011) och en landarea på 29,5 km².